# Elaphoglossum atropunctatum
Elaphoglossum atropunctatum är en träjonväxtart som beskrevs av John T. Mickel. Elaphoglossum atropunctatum ingår i släktet Elaphoglossum och familjen Dryopteridaceae. Inga underarter finns listade.